# Friedrich Wilhelm Ernst Knobelsdorff
Friedrich Wilhelm Ernst von Knobelsdorff (ur. 28 stycznia 1752 w Berlinie, zm. 19 kwietnia 1820 tamże) - generał-major i dyplomata pruski z XVIII wieku.
Był posłem pruskim w Konstantynopolu od 20 stycznia 1790 do 12 kwietnia 1806 roku.
Jego krewnym był również generał-major Johann-Christoph von Knobelsdorff (1740-1803).